# KK Borac Čačak
El KK Borac Čačak (en serbio Košarkaški klub Borac Čačak, en cirílico КК Борац Чачак), conocido por razones de patrocinio como Borac Mozzart , es un club de baloncesto serbio con sede en la ciudad de Čačak. Fue fundado en 1945 y participa en la máxima categoría del baloncesto serbio, la Košarkaška Liga Srbije.

## Historia
El club fue fundado en abril de 1945, finalizando la Segunda Guerra Mundial. Tres meses después de su fundación disputaron su primer partido, ante el Estrella Roja de Belbrado, ganando por 16-14. En 1954 compitieron por primera vez en la Liga de Yugoslavia, siendo su mejor resultado un cuarto puesto en la temporada 1972-73, lo que hizo que el equipo compitiera en la Copa Korac. En aquella época pertenecían a la plantilla jugadores como Radmilo Misovic, el máximo anotador de la historia del club, o Dragan Kicanovic.